# Cronologia della metropolitana di Parigi

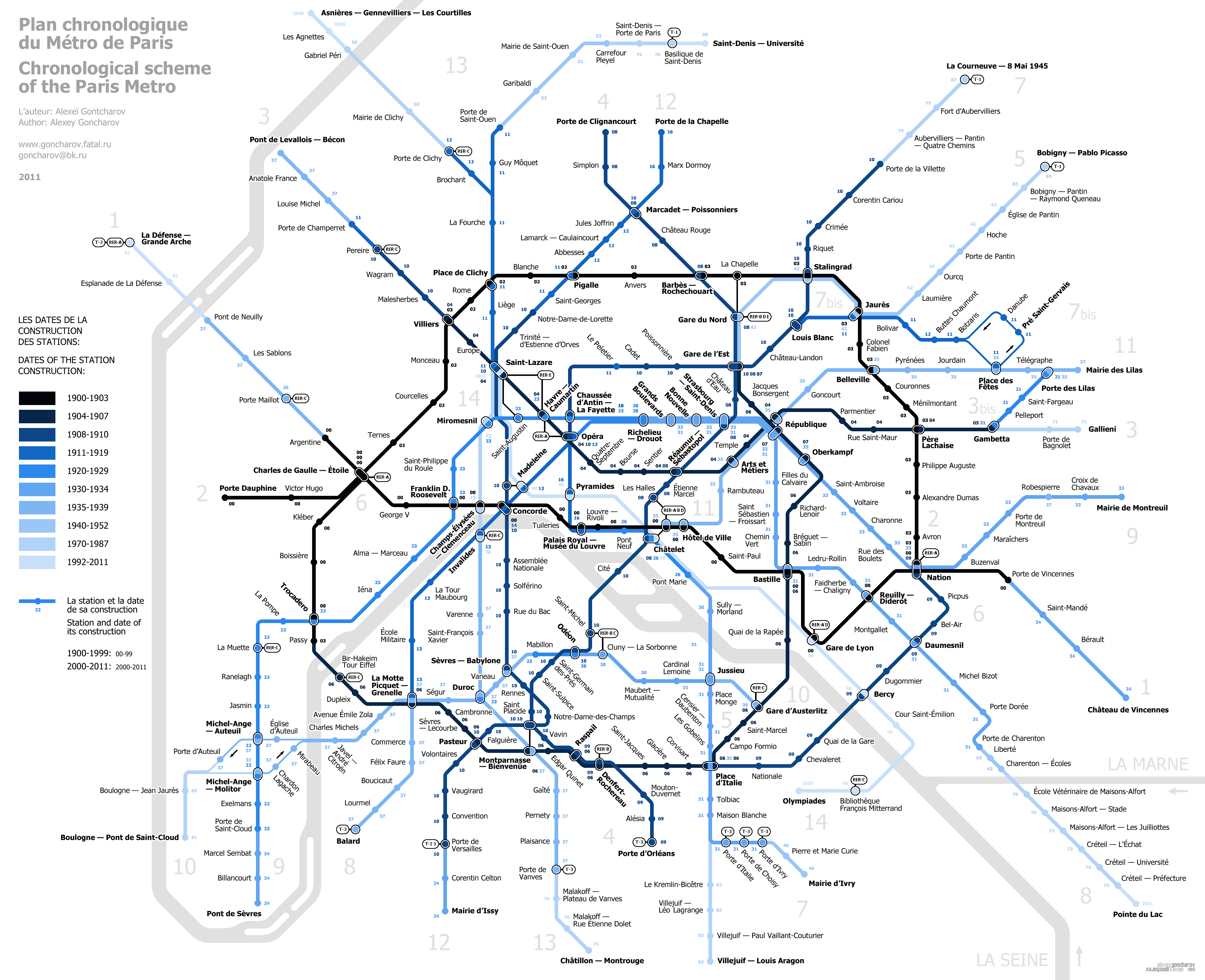
Mappa cronologica della metropolitana di Parigi.

Di seguito è riassunta, per sommi capi, la cronologia dell'evoluzione e dello sviluppo della metropolitana di Parigi.

## Prima del 1900
| Data           | Linea | Avvenimento                                                                                |
| -------------- | ----- | ------------------------------------------------------------------------------------------ |
| 20 aprile 1896 |       | Il consiglio municipale di Parigi approva il progetto di rete dell'ing. Fulgence Bienvenüe |
| 30 marzo 1898  |       | Il «chemin de fer métropolitain» è dichiarato di interesse pubblico                        |
| 4 ottobre 1898 |       | Partono i lavori della linea 1                                                             |

## Anni 1900
| Data              | Linea                                                                                              | Avvenimento |
| ----------------- | -------------------------------------------------------------------------------------------------- | --- |
| 19 luglio 1900    | | Apre la linea, tra Porte Maillot e Porte de Vincennes, salvo le stazioni Obligado, Étoile, Alma, Concorde, Louvre, Châtelet, Saint-Paul e Reuilly |
| 6 agosto 1900     | | Aprono le stazioni Châtelet e Saint-Paul |
| 13 agosto 1900    | | Aprono le stazioni Alma e Concorde |
| 20 agosto 1900    | | Aprono le stazioni Louvre e Reuilly |
| 1º settembre 1900 | | Aprono le stazioni Obligado e Étoile |
| 2 ottobre 1900    | sud                                                                                                | Apre la linea, tra Étoile e Trocadéro |
| 13 dicembre 1900  | nord                                                                                               | Apre la linea, tra Étoile e Porte Dauphine |
| 7 ottobre 1902    | nord                                                                                               | Prolungamento da Étoile a Anvers, salvo le stazioni Villiers, Rome, Place de Clichy e Blanche                                                     |
| 21 ottobre 1902   | nord                                                                                               | Apre la stazione Blanche |
| 26 ottobre 1902   | nord                                                                                               | Apre la stazione Place de Clichy |
| 6 novembre 1902   | nord                                                                                               | Apre la stazione Rome |
| 27 gennaio 1903   | nord                                                                                               | Apre la stazione Villiers |
| 31 gennaio 1903   | nord                                                                                               | Prolungamento da Anvers a Bagnolet, salvo le stazioni Barbès - Rochechouart, Rue d'Allemagne e Père Lachaise                                      |
| 23 febbraio 1903  | nord                                                                                               | Apre la stazione Rue d'Allemagne |
| 25 febbraio 1903  | nord                                                                                               | Apre la stazione Père Lachaise |
| 26 marzo 1903     | nord                                                                                               | Apre la stazione Barbès - Rochechouart |
| 2 aprile 1903     | nord                                                                                               | Prolungamento da Bagnolet a Nation |
| 3 aprile 1903     | nord                                                                                               | Boulevard Barbès diventa Barbès - Rochechouart |
| 16 novembre 1903  | sud                                                                                                | Prolungamento da Trocadéro a Passy |
| 19 ottobre 1904   | | Apre la linea, tra Villiers e Père Lachaise, salvo le stazioni Quatre-Septembre, Sentier e Boulevard Saint-Denis                                  |
| 3 novembre 1904   | | Apre la stazione Quatre-Septembre |
| 19 novembre 1904  | | Apre la stazione Boulevard Saint-Denis |
| 20 novembre 1904  | | Apre la stazione Sentier |
| 25 gennaio 1905   | | Prolungamento da Père Lachaise a Gambetta |
| 24 aprile 1906    | sud                                                                                                | Prolungamento da Passy a Place d'Italie |
| 2 giugno 1906     | | Apre la linea, fra Place d'Italie e Gare d'Orléans                                                                                                |
| 13 luglio 1906    | | Prolungamento da Gare d'Orléans a Gare de Lyon |
| 1º agosto 1906    | | Apre la stazione Mazas |
| 17 dicembre 1906  | | Prolungamento da Mazas a Lancry, salvo le stazioni Bréguet - Sabin e Oberkampf                                                                    |
| 31 dicembre 1906  | | Apre la stazione Bréguet - Sabin |
| 15 gennaio 1907   | | Apre la stazione Oberkampf |
| 14 ottobre 1907   | sud /                                                                                              | La linea 2-sud si fonde con la 5, con la giunzione fra le fermate Étoile e Lancry                                                                 |
| 15 ottobre 1907   | | Rue Saint-Denis diventa Réaumur - Sébastopol |
| 15 ottobre 1907   | La stazione Mazas apre sotto il nome di Pont d'Austerlitz, Avenue de Suffren diventa Rue de Sèvres | |
| 15 novembre 1907  | | Prolungamento da Lancry a Gare du Nord |
| 21 aprile 1908    | | Apre la linea, fra Porte de Clignancourt e Châtelet, salvo le stazioni Simplon, Boulevard Saint-Denis e Les Halles                                |
| 27 aprile 1908    | | Apre la stazione Les Halles |
| 5 maggio 1908     | | Apre la stazione 'Boulevard Saint-Denis' |
| 14 maggio 1908    | | Apre la stazione Simplon |
| 1º marzo 1909     | | Apre la tratta tra Place d'Italie e Nation |
| 30 ottobre 1909   | | Apre la tratta Raspail - Porte d'Orléans |

## Anni 1910
| Data              | Linea                                                          | Avvenimento |
| ----------------- | -------------------------------------------------------------- | --- |
| 9 gennaio 1910    |                                                                | Aperta la giunzione fra Châtelet e Raspail, tranne le stazioni Cité, Saint-Michel e Montparnasse                      |
| 11 marzo 1910     |                                                                | Montparnasse diventa Avenue du Maine                                                                                  |
| 6 aprile 1910     |                                                                | Apre la stazione Montparnasse                                                                                         |
| 23 maggio 1910    |                                                                | Prolungamento da Villiers a Pereire                                                                                   |
| 9 luglio 1910     |                                                                | Apre la stazione Saint-Michel                                                                                         |
| 5 novembre 1910   |                                                                | Apre la linea, da Porte de la Villette a Opéra, tranne le stazioni Pont de Flandre, Riquet, Le Peletier e Louis Blanc |
| 5 novembre 1910   | Apre la linea, tra Notre-Dame-de-Lorette e Porte de Versailles | |
| 6 novembre 1910   |                                                                | Apre la stazione Riquet                                                                                               |
| 11 novembre 1910  |                                                                | Apre la stazione Pont de Flandre                                                                                      |
| 23 novembre 1910  |                                                                | Apre la stazione Louis Blanc                                                                                          |
| 10 dicembre 1910  |                                                                | Apre la stazione Cité                                                                                                 |
| 18 gennaio 1911   |                                                                | Apre il tronco Louis Blanc - Pré Saint-Gervais, tranne le stazioni Buttes Chaumont e Place des Fêtes                  |
| 15 febbraio 1911  |                                                                | Prolungamento da Pereire a Porte de Champerret                                                                        |
| 26 febbraio 1911  |                                                                | Apre il primo tronco tra Saint-Lazare e Porte de Saint-Ouen                                                           |
| 8 aprile 1911     |                                                                | Prolungamento da Notre-Dame-de-Lorette a Pigalle                                                                      |
| 6 giugno 1911     |                                                                | Apre la stazione Le Peletier                                                                                          |
| 1912              |                                                                | Marcadet diventa Marcadet - Balagny                                                                                   |
| 20 gennaio 1912   |                                                                | Apre il tratto La Fourche - Porte de Clichy                                                                           |
| 13 febbraio 1912  |                                                                | Aprono le stazioni Buttes Chaumont e Place des Fêtes                                                                  |
| 31 ottobre 1912   |                                                                | Prolungamento da Pigalle a Jules Joffrin                                                                              |
| 1913              |                                                                | Rue de Sèvres diventa Sèvres - Lecourbe e La Motte-Picquet diventa La Motte-Picquet - Grenelle                        |
| 13 luglio 1913    |                                                                | Apre il tronco tra Opéra e Beaugrenelle, tranne le stazioni Invalides e Concorde                                      |
| 30 settembre 1913 |                                                                | Prolungamento da Beaugrenelle a Porte d'Auteuil                                                                       |
| 15 novembre 1913  |                                                                | Vaugirard diventa Saint-Placide                                                                                       |
| 24 dicembre 1913  |                                                                | Apre la stazione Invalides                                                                                            |
| 12 marzo 1914     |                                                                | Apre la stazione Concorde                                                                                             |
| 1º agosto 1914    |                                                                | Rue d'Allemagne diventa Jaurès                                                                                        |
| 2 agosto 1914     |                                                                | Chiude la stazione Berlin                                                                                             |
| 1º dicembre 1914  |                                                                | Berlin riapre e diventa Liège                                                                                         |
| 1º giugno 1916    |                                                                | Pont d'Austerlitz diventa Quai de la Rapée                                                                            |
| 1º luglio 1916    |                                                                | Prolungamento da Opéra a Palais Royal                                                                                 |
| 23 agosto 1916    |                                                                | Prolungamento da Jules Joffrin a Porte de la Chapelle                                                                 |

## Anni 1920
| Data              | Linea                                                  | Avvenimento                                        |
| ----------------- | ------------------------------------------------------ | -------------------------------------------------- |
| 27 maggio 1920    |                                                        | Alma diventa George V                              |
| 1921              |                                                        | Wilhem diventa Église d'Auteuil                    |
| 27 novembre 1921  |                                                        | Prolungamento da Gambetta a Porte des Lilas        |
| 8 novembre 1922   |                                                        | Apre la tratta Trocadéro - Exelmans                |
| 1923              |                                                        | Sèvres - Croix Rouge diventa Sèvres - Babylone     |
| 27 maggio 1923    |                                                        | Prolungamento da Trocadéro a Saint-Augustin        |
| 3 giugno 1923     |                                                        | Prolungamento da Saint-Augustin a Chaussée d'Antin |
| 29 settembre 1923 |                                                        | Prolungamento da Exelmans a Porte de Saint-Cloud   |
| 30 dicembre 1923  |                                                        | Apre la linea, tra Invalides e Croix-Rouge         |
| 10 marzo 1925     |                                                        | Prolungamento da Croix-Rouge a Mabillon            |
| 1926              |                                                        | Caumartin diventa Havre - Caumartin                |
| 14 febbraio 1926  |                                                        | Prolungamento da Mabillon a Odéon                  |
| 16 aprile 1926    |                                                        | Prolungamento da Palais Royal a Pont Marie         |
| 30 giugno 1928    |                                                        | Prolungamento da Opéra a Richelieu - Drouot        |
| 30 giugno 1928    | Prolungamento da Chaussée d'Antin a Richelieu - Drouot |                                                    |

## Anni 1930
| Data              | Linea                                                    | Avvenimento |
| ----------------- | -------------------------------------------------------- | --- |
| 1º gennaio 1930   |                                                          | La Société du chemin de fer électrique souterrain Nord-Sud de Paris (responsabile delle linee A e B) è assorbita dalla Compagnie du chemin de fer métropolitain de Paris. |
| 1º gennaio 1930   | Rinominata linea                                         | |
| 1º gennaio 1930   | Rinominata linea                                         | |
| 15 febbraio 1930  |                                                          | Prolungamento da Odéon a Place d'Italie |
| 7 marzo 1930      |                                                          | Prolungamento da Place d'Italie a Porte de Choisy |
| 3 giugno 1930     |                                                          | Prolungamento da Pont Marie a Pont Sully |
| 15 ottobre 1930   |                                                          | Gare d'Orléans diventa Gare d'Orléans - Austerlitz |
| 26 aprile 1931    |                                                          | Prolungamento da Pont Sully a Porte d'Ivry, con assorbimento di un tratto della linea 10 da Place Monge a Porte de Choisy                                                 |
| 26 aprile 1931    | Aperta la sezione Maubert - Mutualité a Jussieu          | |
| 5 maggio 1931     |                                                          | Reuilly diventa Reuilly-Diderot |
| 5 maggio 1931     | Boulevard Saint-Denis diventa Strasbourg - Saint-Denis   | |
| 5 maggio 1931     | Prolungamento da Richelieu - Drouot a Porte de Charenton | |
| 17 maggio 1931    | /                                                        | La sezione Étoile - Place d'Italie è scorporata e trasferita alla linea 6                                                                                                 |
| 20 maggio 1931    |                                                          | Champs-Élysées diventa Champs-Élysées-Clemenceau |
| 25 agosto 1931    | /                                                        | Marcadet (linea 4) e Poissonniers (linea 12) vengono unificate nella stazione Marcadet - Poissonniers                                                                     |
| 6 dicembre 1931   | /                                                        | Le linee si fondono |
| 10 gennaio 1932   |                                                          | Saint-Sébastien diventa Saint-Sébastien - Froissart |
| 30 giugno 1933    |                                                          | Avenue du Maine diventa Bienvenüe |
| 10 dicembre 1933  |                                                          | Prolungamento da Richelieu - Drouot a Porte de Montreuil |
| 3 febbraio 1934   |                                                          | Prolungamento da Porte de Saint-Cloud a Pont de Sèvres |
| 24 marzo 1934     |                                                          | Prolungamento da Porte de Vincennes a Château de Vincennes |
| 24 marzo 1934     | Prolungamento da Porte de Versailles a Mairie d'Issy     | |
| 15 aprile 1934    |                                                          | Pont Notre-Dame - Pont au Change diventa Châtelet, in corrispondenza con le linee 1 e 4                                                                                   |
| 28 aprile 1935    |                                                          | Apre la tratta Châtelet - Porte des Lilas |
| 21 gennaio 1937   |                                                          | Apre la sezione Bienvenüe - Porte de Vanves |
| 17 febbraio 1937  |                                                          | Prolungamento da Porte des Lilas a Mairie des Lilas |
| 1º marzo 1937     |                                                          | Saint-Mandé diventa Picpus |
| 1º marzo 1937     | Commerce diventa Avenue Émile Zola                       | |
| 26 aprile 1937    |                                                          | Tourelle diventa Saint-Mandé Tourelle |
| 29 aprile 1937    |                                                          | Prolungamento da Porte Maillot a Pont de Neuilly |
| 27 luglio 1937    | /                                                        | Apre la sezione La Motte-Picquet-Grenelle - Balard, che rimpiazza la tratta La Motte-Picquet-Grenelle - Porte d'Auteuil, trasferita alla linea 10                         |
| 27 luglio 1937    | /                                                        | La sezione Invalides - Bienvenüe è spostata dalla linea 10 alla 14 |
| 29 luglio 1937    |                                                          | Giunzione fra La Motte-Picquet-Grenelle e Duroc |
| 24 settembre 1937 |                                                          | Prolungamento da Porte de Champerret a Pont de Levallois - Bécon |
| 14 ottobre 1937   |                                                          | Prolungamento da Porte de Montreuil a Mairie de Montreuil |
| 12 luglio 1939    |                                                          | Charenton diventa Dugommier |
| 12 luglio 1939    | Prolungamento da Jussieu a Gare d'Orléans - Austerlitz   | |
| 2 settembre 1939  |                                                          | Chiude la stazione Arsenal |
| 2 settembre 1939  | Chiude la stazione Champ de Mars                         | |
| 2 settembre 1939  | /                                                        | Chiude la stazione Saint-Martin |
| 2 settembre 1939  | Chiudono le stazioni Croix-Rouge e Cluny                 | |

## Anni 1940
| Data             | Linea                                        | Avvenimento |
| ---------------- | -------------------------------------------- | --- |
| 5 ottobre 1942   |                                              | Prolungamento da Porte de Charenton a Charenton - Écoles                                                                                             |
| 6 ottobre 1942   | /                                            | Le stazioni Marbeuf (linea 1) e Rond-point des Champs-Elysées (linea 9) vengono fuse in un'unica stazione: 'Marbeuf - Rond-point des Champs-Élysées' |
| 6 ottobre 1942   | /                                            | Le stazioni Aubervilliers (linea 2) e Boulevard de la Villette (linea 7) vengono fuse e diventano Aubervilliers - La Villette                        |
| 6 ottobre 1942   | /                                            | Le stazioni Montparnasse (linee 4 e 12) e Bienvenüe (linee 6 e 14) vengono fuse in un'unica stazione: Montparnasse-Bienvenüe                         |
| 6 ottobre 1942   | /                                            | La sezione Étoile - Place d'Italie viene scorporata dalla linea 5 e trasferita alla linea 6                                                          |
| 12 ottobre 1942  |                                              | Prolungamento da Gare du Nord a Église de Pantin, salvo la stazione Ourcq                                                                            |
| 14 luglio 1945   |                                              | Beaugrenelle diventa Charles Michels |
| 19 agosto 1945   |                                              | Combat diventa Colonel Fabien |
| 15 ottobre 1945  |                                              | Petits Ménages diventa Corentin Celton |
| 27 gennaio 1946  |                                              | Marcadet - Balagny diventa Guy Môquet |
| 10 febbraio 1946 |                                              | Aubervilliers - La Villette diventa Stalingrad |
| 10 febbraio 1946 | Lancry diventa Jacques Bonsergent            | |
| 10 febbraio 1946 | Pont de Flandre diventa Corentin Cariou      | |
| 1º maggio 1946   |                                              | Vallier diventa Louise Michel |
| 1º maggio 1946   | Prolungamento daPorte d'Ivry a Mairie d'Ivry | |
| 11 giugno 1946   |                                              | Torcy diventa Marx Dormoy |
| 30 ottobre 1946  |                                              | Marbeuf - Rond-point des Champs-Élysées diventa Franklin D. Roosevelt                                                                                |
| 21 marzo 1947    |                                              | Apre la stazione Ourcq |
| 25 maggio 1948   |                                              | Obligado diventa Argentine |
| 18 giugno 1949   |                                              | Grenelle diventa Bir-Hakeim - Tour Eiffel |

## Anni 1950
| Data           | Linea | Avvenimento                                             |
| -------------- | ----- | ------------------------------------------------------- |
| 30 giugno 1952 |       | Prolungamento da Porte de Saint-Ouen a Carrefour Pleyel |

## Anni 1960
| Data            | Linea | Avvenimento                                                                                                |
| --------------- | ----- | --- |
| 3 dicembre 1967 | /     | La tratta Louis Blanc - Pré Saint-Gervais è separata dalla linea 7 e diventa una linea a sé stante (7 bis) |
| 23 agosto 1969  |       | Chiude la stazione Martin Nadaud                                                                           |

## Anni 1970
| Data              | Linea | Avvenimento |
| ----------------- | ----- | --- |
| 21 febbraio 1970  | /     | Étoile diventa Charles de Gaulle - Étoile |
| 13 settembre 1970 |       | Bagnolet diventa Alexandre Dumas |
| 19 settembre 1970 |       | Prolungamento da Charenton - Écoles a Maisons-Alfort - Stade                                                                                        |
| 27 marzo 1971     | /     | La tratta Gambetta - Porte des Lilas viene scorporata e diventa linea a sé stante (3 bis); la linea 3 è prolungata da Gambetta a Gallieni           |
| 27 aprile 1972    |       | Prolungamento da Maisons-Alfort - Stade a Maisons-Alfort - Les Juilliottes                                                                          |
| 27 aprile 1973    |       | Prolungamento da Saint-Lazare a Miromesnil |
| 24 settembre 1973 |       | Prolungamento da Maisons-Alfort - Les Juilliottes a Créteil - L'Échat                                                                               |
| 10 settembre 1974 |       | Prolungamento da Créteil - L'Échat a Créteil - Préfecture                                                                                           |
| 18 febbraio 1975  |       | Prolungamento da Miromesnil a Champs-Élysées-Clemenceau                                                                                             |
| 20 giugno 1976    |       | Prolungamento da Carrefour Pleyel a Saint-Denis - Basilique                                                                                         |
| 9 novembre 1976   | /     | La linea 13 ingloba la 14 con una giunzione fra Champs-Élysées-Clemenceau e Invalides e viene prolungata da Porte de Vanves a Châtillon - Montrouge |
| 3 ottobre 1977    |       | Apre la stazione Les Halles |
| 4 ottobre 1979    |       | Prolungamento da Porte de la Villette a Fort d'Aubervilliers                                                                                        |

## Anni 1980
| Data             | Linea | Avvenimento                                                                        |
| ---------------- | ----- | ---------------------------------------------------------------------------------- |
| 3 maggio 1980    |       | Prolungamento da Porte de Clichy a Gabriel Péri - Asnières - Gennevilliers         |
| 3 ottobre 1980   |       | Prolungamento da Porte d'Auteuil a Boulogne - Jean Jaurès                          |
| 2 ottobre 1981   |       | Prolungamento da Boulogne - Jean Jaurès a Boulogne - Pont de Saint-Cloud           |
| 10 dicembre 1982 |       | Apre il tronco tra Maison Blanche e Le Kremlin-Bicêtre                             |
| 28 febbraio 1985 |       | Prolungamento da Le Kremlin-Bicêtre a Villejuif - Louis Aragon                     |
| 24 maggio 1985   |       | Prolungamento da Église de Pantin a Bobigny - Pablo Picasso                        |
| 6 maggio 1987    |       | Prolungamento da Fort d'Aubervilliers a La Courneuve - 8 Mai 1945                  |
| 15 dicembre 1988 |       | Riapre la stazione Cluny, rinominata Cluny - La Sorbonne                           |
| 1989             |       | Palais Royal diventa Palais Royal-Musée du Louvre e Louvre diventa Louvre - Rivoli |
| 30 giugno 1989   |       | Chambre des Députés diventa Assemblée nationale                                    |

## Anni 1990
| Data            | Linea                                                    | Avvenimento                                                                               |
| --------------- | -------------------------------------------------------- | ----------------------------------------------------------------------------------------- |
| 1º aprile 1992  |                                                          | Prolungamento da Pont de Neuilly a La Défense.                                            |
| 1998            |                                                          | Rue Montmartre diventa Grands Boulevards                                                  |
| 1998            | Boulets - Montreuil diventa Rue des Boulets              |                                                                                           |
| 1998            | Saint-Maur diventa Rue Saint-Maur                        |                                                                                           |
| 1998            | Saint-Denis - Basilique diventa Basilique de Saint-Denis |                                                                                           |
| 25 maggio 1998  |                                                          | Prolungamento da Saint-Denis - Basilique a Saint-Denis - Université                       |
| 15 ottobre 1998 |                                                          | Rinasce la linea 14, sulla nuovissima tratta Madeleine - Bibliothèque François Mitterrand |

## Anni 2000
| Data             | Linea | Avvenimento |
| ---------------- | ----- | --- |
| 16 dicembre 2003 |       | Prolungamento da Madeleine a Saint-Lazare |
| 31 gennaio 2007  |       | Pierre Curie è ribattezzata Pierre et Marie Curie |
| 26 giugno 2007   |       | Prolungamento da Bibliothèque François Mitterrand a Olympiades |
| 14 giugno 2008   |       | Prolungamento da Gabriel Péri – Asnières – Gennevilliers a Asnières – Gennevilliers – Les Courtilles; la stazione Gabriel Péri – Asnières – Gennevilliers diventa Gabriel Péri. |

## Anni 2010
| Data             | Linea | Avvenimento                                              |
| ---------------- | ----- | -------------------------------------------------------- |
| 8 ottobre 2011   |       | Prolungamento da Créteil - Préfecture a Pointe du Lac.   |
| 18 dicembre 2012 |       | Prolungamento da Porte de la Chapelle a Front Populaire. |
| 16 febbraio 2013 |       | La linea diventa totalmente automatica.                  |
| 23 marzo 2013    |       | Prolungamento da Porte d'Orléans a Mairie de Montrouge.  |

## Anni 2020
| Data             | Linea | Avvenimento |
| ---------------- | ----- | --- |
| 14 dicembre 2020 |       | Prolungamento da Saint-Lazare a Mairie de Saint-Ouen, senza servire la stazione Porte de Clichy.                                                                  |
| 28 gennaio 2021  |       | Apertura della fermata Porte de Clichy. |
| 13 gennaio 2022  |       | Prolungamento da Mairie de Montrouge a Bagneux - Lucie Aubrac. |
| 31 maggio 2022   |       | Prolungamento da Front Populaire a Mairie d'Aubervilliers. |
| 15 dicembre 2023 |       | La linea diventa totalmente automatica. |
| 13 giugno 2024   |       | Prolungamento da Mairie des Lilas a Rosny-Bois-Perrier. |
| 24 giugno 2024   |       | Prolungamenti da Olympiades a Aéroport d'Orly a sud, senza servire la stazione Villejuif - Gustave Roussy, e da Mairie de Saint-Ouen a Saint-Denis Pleyel a nord. |
| 18 gennaio 2025  |       | Apertura della fermata Villejuif - Gustave Roussy. |